# Jacek Podoba
Jacek Tomasz Podoba (ur. 29 czerwca 1971 w Wałbrzychu) – menadżer i przedsiębiorca wyspecjalizowany w obszarze finansów, bankowości. Były doradca Wicepremiera i Ministra Finansów Marka Belki. Współtwórca bankowości internetowej działającej pod nazwą Inteligo. W latach 2004–2015 prezes spółek ubezpieczeniowych TU EUROPA oraz TUnŻ EUROPA. W latach 2016–2020 prezes spółki GIVT wspierającej klientów w egzekwowaniu praw pasażerskich od przewoźników lotniczych za zakłócone podróże lotnicze. Od 2021 związany z Amazon Web Services.

## Życiorys
Jacek Podoba jest absolwentem Politechniki Wrocławskiej, warszawskiej Szkoły Głównej Handlowej, a także IESE Business School w Barcelonie.
Karierę związaną z finansami rozpoczął w roku 1996. Pracował wówczas w zespole Doradcy Ekonomicznego Prezydenta RP. W 1997 był doradcą Wicepremiera i Ministra Finansów, Marka Belki. Do 2000 roku odpowiedzialny był za rozwój bankowości detalicznej oraz budowę sieci oddziałów i ich nadzór w Banku Handlowym. Jeszcze w tym samym roku współtworzył  bankowość internetową – Inteligo Financial Services SA, która ostatecznie została przejęta przez PKO BP S.A. W latach 2003 do 2004 z ramienia Ministerstwa Spraw Zagranicznych i rekomendacji rządu USA współtworzył Iracki Bank Centralny w ramach Koalicyjnego Rządu Iraku (CPA), Uczestniczył także w projekcie wymiany waluty irackiej oraz w pracach nad modernizacją programu „Ropa za Żywność”. W 2004 wprowadzał na polski rynek i zarządzał linią lotniczą SkyEurope Airlines. Przez kolejne 10 lat pełnił funkcję Prezesa Zarządu w Grupie Ubezpieczeniowej Europa.
W 2016 wraz z Jackiem Komarackim uruchomili platformę GIVT, której obaj są pomysłodawcami i założycielami. Spółka zajmuje się uzyskiwaniem odszkodowań od linii lotniczych. Od 2021 w Amazon Web Services odpowiada za współpracę ze startapami oraz funduszami inwestycyjnymi w Europie Środkowej.  

## Życie prywatne
Prywatnie Jacek Podoba jest ojcem czterech córek i zapalonym maratończykiem i triathlonistą. Brał i nadal czynnie bierze udział w biegach maratońskich, w tym m.in. w Warszawie, Nowym Jorku, Paryżu, Berlinie i Londynie oraz wielu międzynarodowych zawodach triatlonowych, kwalifikując się wielokrotnie na mistrzostwa świata, w tym m.in. Mistrzostwa Świata Ironman 70.3 w USA 2017, Mistrzostwa Świata Ironman 70.3 RPA, Mistrzostwach Świata Ironman Hawaje 2018.